# Taverniera
Taverniera là một chi thực vật có hoa trong họ Đậu. 
Chi này gồm các loài:
- Taverniera sericophylla